# Gilfert
Le Gilfert est une montagne qui s’élève à 2 506 m d’altitude dans les Alpes de Tux, en Autriche.